# Brad Johnstone
Pour les articles homonymes, voir Johnstone.

a Compétitions nationales et continentales officielles uniquement.

b Matchs officiels uniquement.
Dernière mise à jour le 3 août 2012.
 Bradley Ronald Johnstone dit Brad Johnstone, né le 30 juillet 1950 à Auckland (Nouvelle-Zélande), est un joueur de rugby à XV qui a joué avec l'équipe de Nouvelle-Zélande. Il a évolué au poste de pilier.

## Biographie
Il a débuté avec la province de Auckland en 1971, il sera capitaine de cette équipe de province de 1977 à 1981.
Il a disputé son premier test match avec l'équipe de Nouvelle-Zélande le 14 août 1976 contre l'Afrique du Sud, et son dernier test match contre l'Angleterre, le 24 novembre 1979. 
Il se reconvertit en entraîneur de rugby, avec les équipes d'Italie et des Fidji. Il a notamment entraîné l'équipe des Fidji qui a réussi un bon parcours lors de la coupe du monde de rugby 1999.
En 1999, il est nommé entraîneur de l'équipe d'Italie. Les Azzurri gagnent le premier match du Tournoi des six nations 2000 avant d'enchaîner sur quatorze défaites dans cette épreuve, ce qui entraîne son renvoi,.

## Statistiques en équipe nationale
- 13 sélections en équipe de Nouvelle-Zélande de 1976 à 1979
- 2 essais (8 points)
- Sélections par année : 1 en 1976, 4 en 1977, 4 en 1978, 4 en 1979
- Vainqueur du Grand Chelem en tournée dans les îles britanniques en 1978
- Nombre total de matchs avec les All Blacks :  45
- Nombre de matchs avec Auckland : 122